# Pismo malajalam
Pismo malajalam – alfabet sylabiczny używany do zapisu  języka malajalam.

## Historia
Alfabet malajalam wywodzi się ze starożytnego pisma brahmi.

## Charakterystyka
Podobnie jak w innych indyjskich systemach pisma, podstawowym elementem jest spółgłoska z domyślną samogłoską „a”. Jeżeli w sylabie występuje inna samogłoska niż „a”, jest ona zaznaczana znakami diakrytycznymi. Samogłoska w pełnej postaci występuje jedynie w nagłosie słowa. Jeżeli po spółgłosce nie występuje samogłoska domyślna, jest ona kasowana za pomocą specjalnego znaku virama.

### Samogłoski
| Pełna forma samogłoski | Zaznaczenie samogłoski znakiem diakrytycznym | Sylaba zaczynająca się od „p” |       | Nazwa Unicode             | IPA | Uwagi          |
| ---------------------- | -------------------------------------------- | ----------------------------- | ----- | ------------------------- | --- | -------------- |
| അ                      |                                              | പ                             | (pa)  | A                         | a   | krótkie ‘a’    |
| ആ                      | ാ                                             | പാ                             | (pā)  | AA                        | aː  | długie ‘a’     |
| ഇ                      | ി                                             | പി                             | (pi)  | I                         | i   | krótkie ‘i’    |
| ഈ                      | ീ                                             | പീ                             | (pī)  | II                        | iː  | długie ‘i’     |
| ഉ                      | ു                                             | പു                             | (pu)  | U                         | u   | krótkie ‘u’    |
| ഊ                      | ൂ                                             | പൂ                             | (pū)  | UU                        | uː  | długie ‘u’     |
| ഋ                      | ൃ                                             | പൃ                             | (pr)  | ‘r’ zgłoskotwórcze        | ɹ̩   |                |
| ൠ                      |                                              |                               | (pr)  | długie ‘r’ zgłoskotwórcze | ɹ̩ː  | rzadko używane |
| ഌ                      |                                              |                               |       | ‘l’ zgłoskotwórcze        | l̩   | rzadko używane |
| ൡ                      |                                              |                               |       | długie ‘l’ zgłoskotwórcze | l̩ː  | rzadko używane |
| എ                      | െ                                             | പെ                             | (pe)  | E                         | e   | krótkie ‘e’    |
| ഏ                      | േ                                             | പേ                             | (pē)  | E                         | eː  | długie ‘e’     |
| ഐ                      | ൈ                                             | പൈ                             | (pai) | AI                        | ai  |                |
| ഒ                      | ൊ                                             | പൊ                             | (po)  | O                         | o   | krótkie ‘o’    |
| ഓ                      | ോ                                             | പോ                             | (pō)  | OO                        | oː  | długie ‘o’     |
| ഔ                      | ൌ                                             | പൗ                             | (pau) | AU                        | au  |                |
| അം                      |                                              |                               | (pum) | UM                        | um  |                |
| അഃ                      |                                              |                               | (pah) | AH                        | ah  |                |

### Spółgłoski
| Malajalam | Nazwa Unicode | Transliteracja | IPA |
| --------- | ------------- | -------------- | --- |
| ക         | KA            | k              | k   |
| ഖ         | KHA           | kh             | kʰ  |
| ഗ         | GA            | g              | ɡ   |
| ഘ         | GHA           | gh             | gʱ  |
| ങ         | NGA           | n̄ lub ng       | ŋ   |
| ച         | CHA           | c              | tʃ  |
| ഛ         | CHHA          | ch             | tʃʰ |
| ജ         | JA            | j              | dʒ  |
| ഝ         | JHA           | jh             | dʒʱ |
| ഞ         | NJA           | ñ              | ɲ   |
| ട         | TTA           | ṭ lub tt       | ʈ   |
| ഠ         | TTHA          | ṭh lub tth     | ʈʰ  |
| ഡ         | DDA           | ḍ lub dd       | ɖ   |
| ഢ         | DDHA          | ḍh lub ddh     | ɖʱ  |
| ണ         | NNA           | ṇ lub nn       | ɳ   |
| ത         | THA           | t              | t   |
| ഥ         | THHA          | th             | tʰ  |
| ദ         | DA            | d              | d   |

| Malajalam | Nazwa Unicode | Transliteracja | IPA |
| --------- | ------------- | -------------- | --- |
| ധ         | DHA           | d              | dʱ  |
| ന         | NA            | n              | n   |
| പ         | PA            | p              | p   |
| ഫ         | PHA           | ph             | pʰ  |
| ബ         | BA            | b              | b   |
| ഭ         | BHA           | bh             | bʱ  |
| മ         | MA            | m              | m   |
| യ         | YA            | y              | j   |
| ര         | RA            | r              | ɾ   |
| ല         | LA            | l              | l   |
| വ         | VA            | v              | ʋ   |
| ശ         | SHA           | ś              | ɕ   |
| ഷ         | SSA           | ṣ              | ʃ   |
| സ         | SA            | s              | s   |
| ഹ         | HA            | h              | ɦ   |
| ള         | LLA           | ḷ lub ll       | ɭ   |
| ഴ         | ZHA           | ḻ lub zh       | ɻ   |
| റ         | RRA           | ṟ lub rr       | r   |

### Inne symbole
| Symbol | Nazwa                   | Funkcja                                |
| ------ | ----------------------- | -------------------------------------- |
| ്       | virama lub chandrakkala | oznacza brak samogłoski                |
| ം       | anusvara                | nosowość poprzedzającej samogłoski     |
| ഃ       | visarga                 | przydech po samogłosce (brzmi jak „h”) |

Oprócz powyższych podstawowych znaków, istnieje wiele tzw. ligatur powstałych z ich kombinacji.

### Cyfry
| Malajalam | Arabskie |
| --------- | -------- |
| ൦         | 0        |
| ൧         | 1        |
| ൨         | 2        |
| ൩         | 3        |
| ൪         | 4        |
| ൫         | 5        |
| ൬         | 6        |
| ൭         | 7        |
| ൮         | 8        |
| ൯         | 9        |